# Saint-Paul-de-Fourques
Saint-Paul-de-Fourques è un comune francese di 282 abitanti situato nel dipartimento dell'Eure nella regione della Normandia.

## Società

### Evoluzione demografica
Abitanti censiti